# الطاقة في تونس

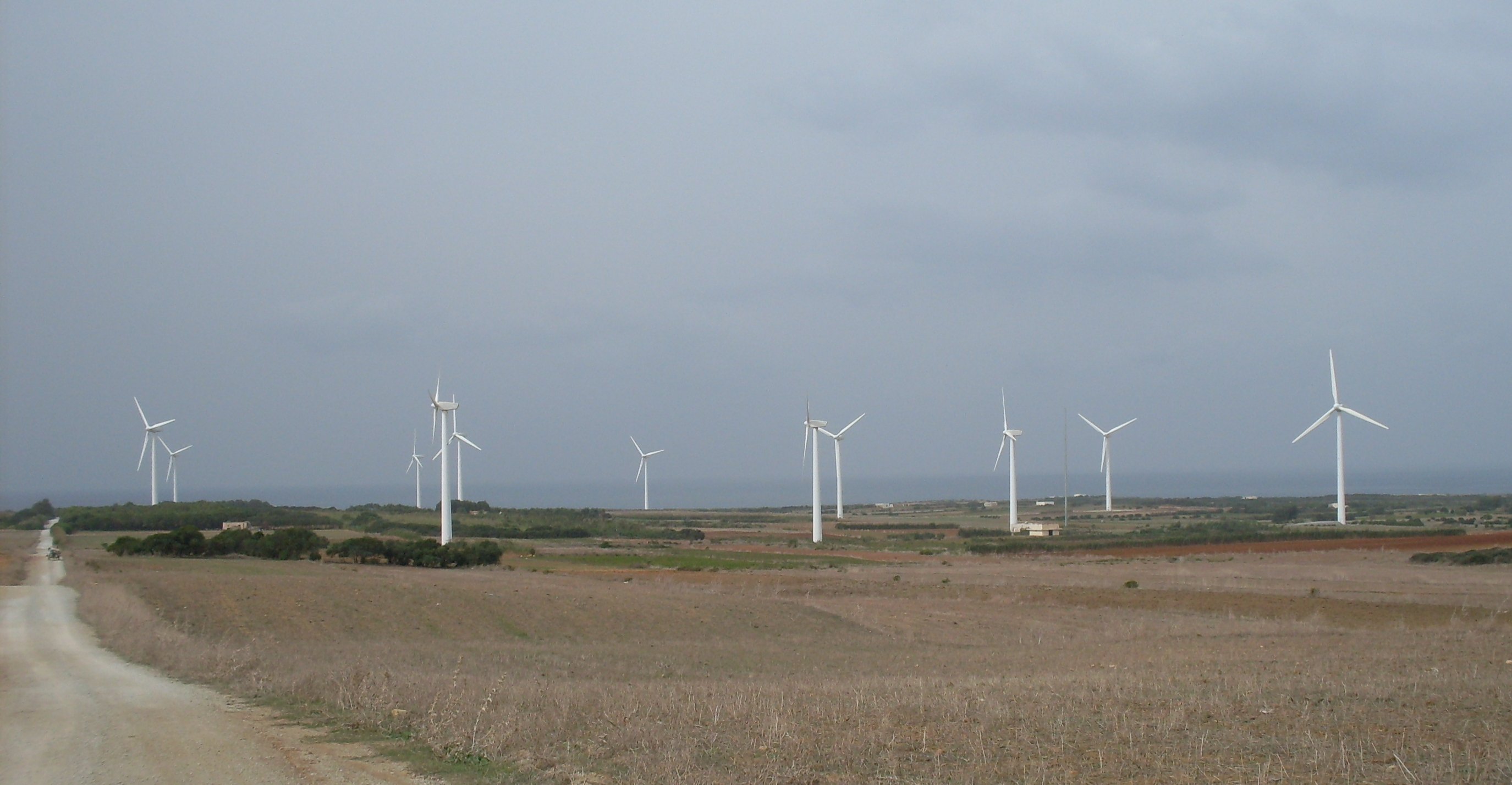
مزرعة رياح سيدي داوود

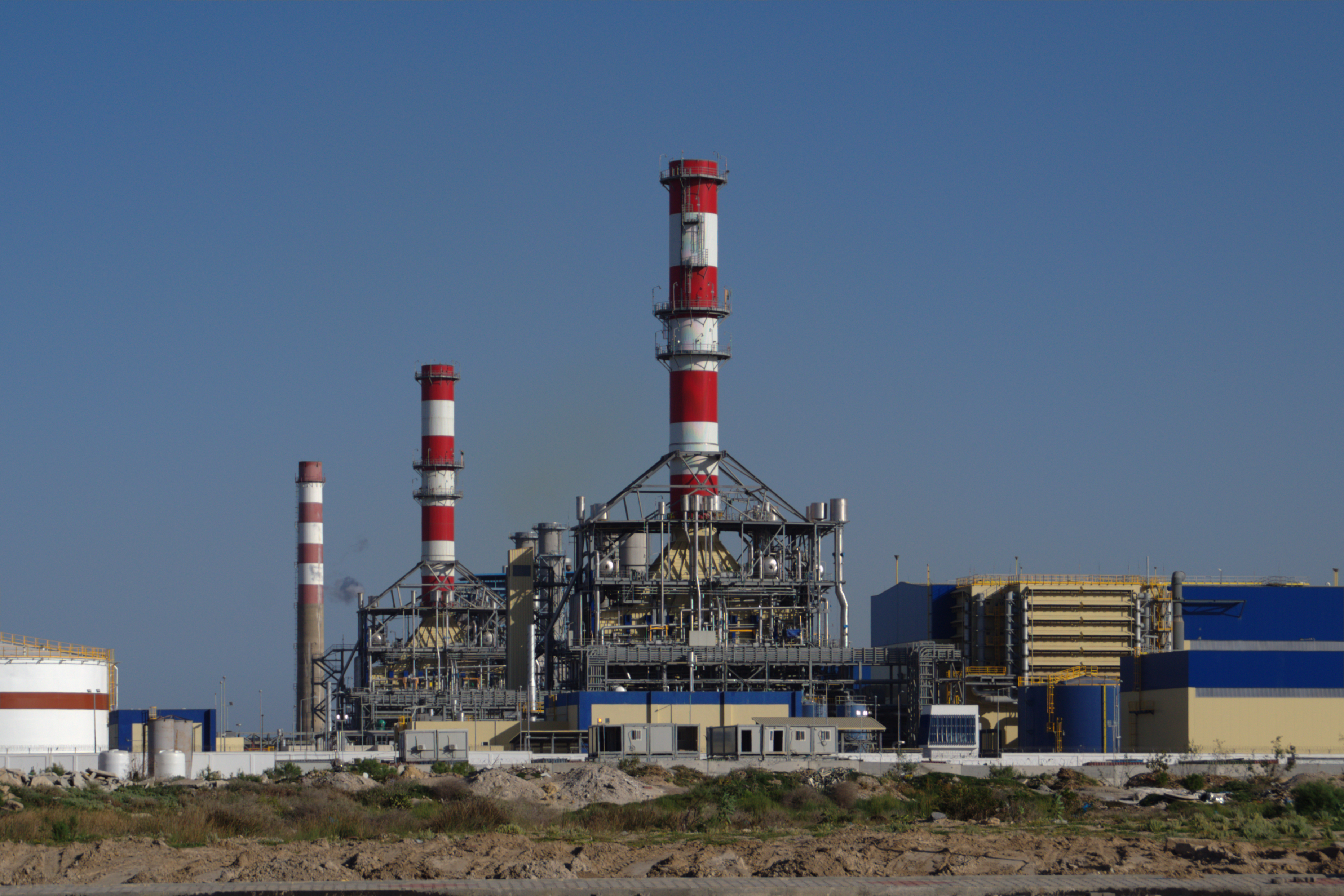
محطة طاقة حرارية في سوسة

تعتمد تونس بشكل شبه كامل على الوقود الأحفوري لتلبية احتياجاتها المحلية، حيث يأتي أكثر من 98% من القدرة المركبة للطاقة في البلاد من حرق الفحم الهيدروجيني. وتستورد تونس معظم احتياجاتها من الطاقة على الرغم من كونها منتجة صغيرة نسبياً للغاز الطبيعي والنفط. وتأتي القدرة المركبة الباقية التي تبلغ 2% من مصادر طاقة متجددة أغلبها مائية ورياح. وتبذل الحكومة جهوداً لدمج 30% من إجمالي توليد الكهرباء من مصادر طاقة متجددة بحلول عام 2030. كما ركزت تونس بشدة على كفاءة الطاقة باعتبارها طريقاً لتنويع مزيج الطاقة بها، وذلك عن طريق أطر العمل التنظيمية وقوانين كفاءة الطاقة القائمة. غالبية الطاقة المستخدمة في تونس تُنتج محلياً، من قبل الشركة التونسية للكهرباء والغاز، شركة مملوكة للدولة.

## الطاقة الكهربائية
مصادر إنتاج الكهرباء في تونس
الغالبية العظمى من الطاقة الكهربية التونسية، تحت إدارة شركة الكهرباء والغاز التونسية، والتي تُنتج من الوقود الأحفوري (95.9% من إجمالي القدرة)، بقية الكهرباء تُنتج من الطاقة الكهرومائية وطاقة الرياح. في 2012 كانت إجمالي القدرة في البلاد 16.9 بليون ك.و/س بينما وصل الاستهلاك إلى 13.31 بليون ك.و/س في الوقت نفسه، تسعى الحكومة لتنمية مصادر الطاقة المتجددة.
عام 2008، كان إجمالي الطاقة الكهربائية المنتجة في البلاد 13.747 گيگاواط.

## النفط
في 2011، كانت تونس تنتج حوالي 70.000 برميل نفط يومياً، والذي يمثل تراجعا ب42% عن الإنتاج بين 1982 و1984 الذي وصل إلى 120.000 برميل في اليوم. الإنتاج الوطني أين أغلبيته (73%) تأتي فقط من ستة حقول نفطية وهي آدم وعشتارت وديدون والبرمة وميسكار وواد الزار، لا يكفي لتغطية الحاجة الوطنية من الاستهلاك الداخلي المقدر في 2011 بـ93.000 برميل نفط في اليوم.
يستثمر النفط في حقول الزارزتين ودولب وشوشة وواد زار وديدون وباقل، وقد قُدر احتياطي النفط التونسي عام 1990 بنحو 1.7 مليار برميل، كما بلغ الإنتاج في العام نفسه 93 ألف برميل يومياً، يؤمن تغذية مصفاة الشركة التونسية الإيطالية الفرنسية في بنزرت.

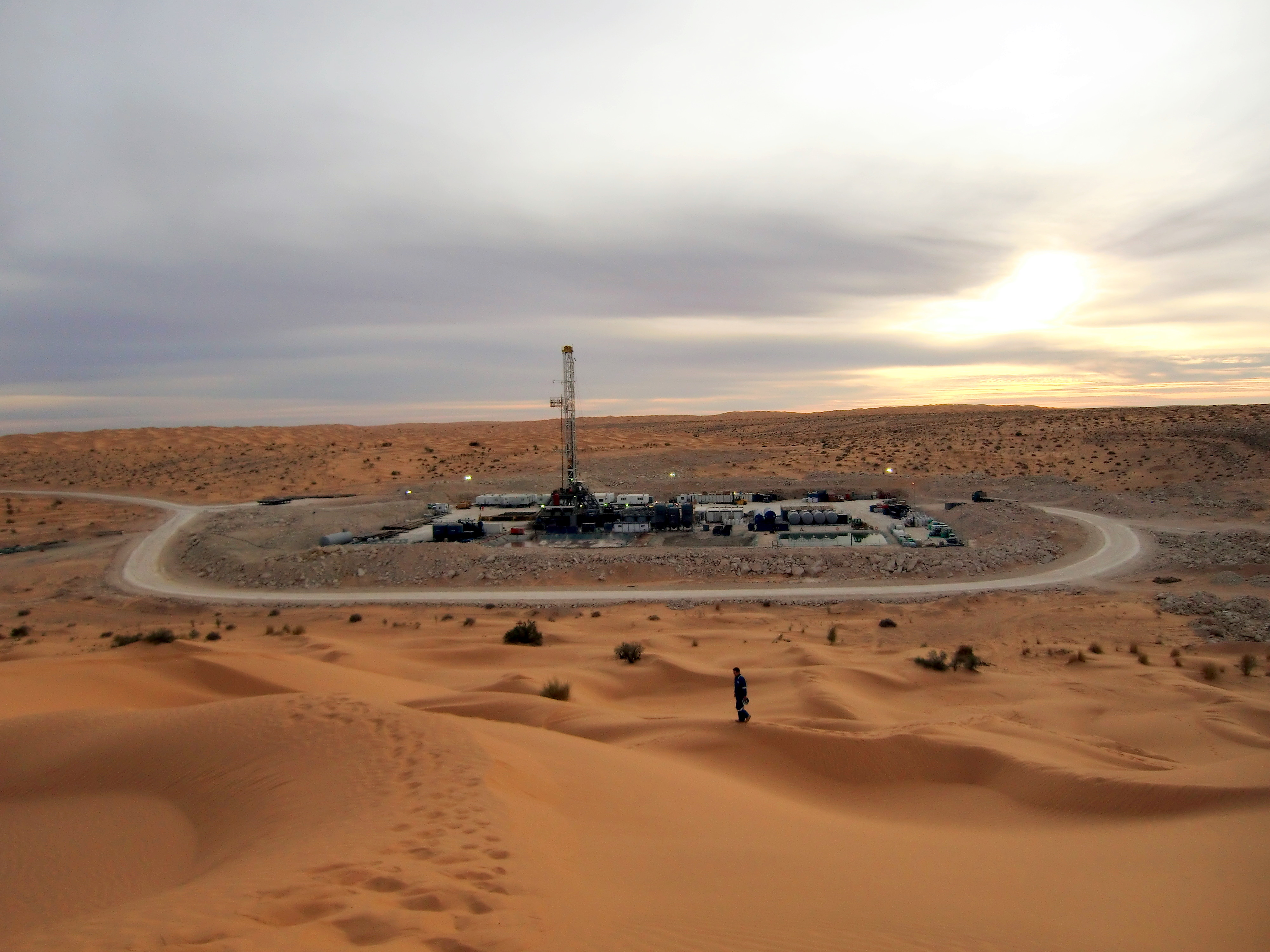
بئر فلة-1 في حقل نوارة للغاز.

حسب التقديرات، في يناير 2015، كانت تونس تمتلك تقديرات مثبتة من النفط الخام تبلغ 425 مليون برميل.. يقع غالبيته في خليج قابس وحوض غدامس جنوب البلاد. في 2015، أنتجت تونس ما يقارب 55.000 برميل نفط/يومياً، معظمها من امتيازات النفط الستة الوحيدة في تونس (أدم، عشترات، ديدون، البرمة، ميسكار وOued Zar) التي لا توفي بالاحتياجات المحلية، وبلغت 86.000 برميل يومياً في 2013.. القطاع الذي تحتكره شركة حكومية، شركة النفط التونسية ومهمتها إدارة استكشاف وانتاج النفط والغاز الطبيعي لصالح الحكومة.
تتبنى تونس خطة لاستخدام الطاقة البديلة، والمقترحة من قبل الوكالة الوطنية للحفاظ على الطاقة)، الهدف منها إيجاد وسائل للطاقة المتجددة يمكنها المشاركة بنسبة 30% من مصادر توليد الطاقة الكهربية بحلول 2030، والتي سيأتي معظمها من طاقة الرياح والألواح الضوئية منذ 2015، كان إجمالي الطاقة المتجددة في تونس 313 م.و. (245 م.و. من الرياح، 26 م.و. من الطاقة الكهرومائية، 15 م.و. من الألواح الشمسية).

### قائمة حقول النفط
| الحقل         | الإنتاج | الشركات المشغلة |
| ------------- | ------- | --------------- |
| آدم           |         | 18.000 ب/يومياً  |
| 7 نوفمبر      |         |                 |
| عشتارت        |         |                 |
| حقل قرقنة     |         |                 |
| البيبان       |         |                 |
| الزاوية       |         |                 |
| سيدي الكيلاني |         |                 |

## الغاز الطبيعي
في مواجهة إنتاجها المحدود من النفط، تتجه البلاد إلى الغاز الطبيعي لتغطي طلبها على الطاقة. في 2014، كان لدى تونس احتياطيات مثبتة من الغاز الطبيعي تبلغ 65.13 مليون قدم مكعب ثلثها في حقول بحرية. في 2013، أنتجت تونس 1.879 بليون قدم مكعب بينما استهلكت 4.09 بليون قدم مكعب في العام نفسه.. 60% من الإنتاج يأتي من ودائع تتولى التنقيب فيها بريتش گاس، أكبر مستثمر للطاقة في تونس، في حقلي مسكار وHasdrubal. تشكل الشركات التونسية 19% من سوق التنقيب وانتاج النفط. تدير المؤسسة التونسية للأنشطة البترولية الاحتياطيات الوطنية والأنشطة كشريك رئيسي في جميع أنشطة التنقيب والإنتاج حيث تملك 51% من جميع الامتيازات. في حين تهيمن الشركات الأمريكية على 38% من السوق، تليها الشركات الأوروپية بنسبة 19%، الكندية 12% والآسيوية 10%.
الناشطين الأساسين في قطاع الغاز في تونس هم:
| - المملكة المتحدة: مجموعة بي جي (سابقاً بريتيش گاز). - أوكرانيا: كروسكو للحفر المتكامل والخدمات الأخرى. - تونس: المؤسسة التونسية للأنشطة البترولية. - الولايات المتحدة: إكسون موبيل. | - الكويت: الشركة الكويتية للاستكشافات البترولية الخارجية. - الولايات المتحدة: شركة بيونير للموارد الطبيعية. - هولندا: رويال داتش شل. - فرنسا: طوطال. |

### قائمة حقول الغاز
| الحقل  | الإنتاج         | الشركات المشغلة |
| ------ | --------------- | --------------- |
| المنزه |                 |                 |
| بيلي   |                 |                 |
| البرمة |                 |                 |
| ميسكار | 200 م. ق³/يومياً |                 |
| تزركة  |                 |                 |
| نوارة  |                 |                 |

## الطاقة النووية
تتمثل الطاقة النووية في تونس في مشروعين أحدهم في طور الإنجاز والثاني في طور الدراسة. منذ 2015، تخلت تونس عن هاتين المحطيتن. بدلاً من ذلك، تدرس تونس خيارات أخرى لتنويع مصادر طاقتها، مثل الطاقة المتجددة، الفحم، الغاز الصخري، الغاز الطبيعي المسال وتأسيس منظومة ربط طاقة غاطسة مع إيطاليا.
تمتلك تونس محطتين للطاقة النووية، ستدخل الخدمة بحلول 2019. من المزمع أن تنتج المحطتين 900-1000 گ.و.. تسعى فرنسا لأن تصبح شريكاً هاماً في محطات الطاقة الكهربائية التونسية، وقد وقعت اتفاقية، مع شركاء آخرين، لتوفير التدريب والتكنولوجيا.
وفي 1 يونيو 2015، وقعت تونس مع روسيا مذكرة تفاهم للتعاون في مجال الطاقة النووية لأغراض سلمية وذلك مع المؤسسة الروسية للطاقة الذرية، والهدف من المذكرة هو إنشاء لجنة مشتركة تحدد جملة من المشاريع النووية للقيام بها في تونس تحت إشراف مشترك.

## الطاقة الشمسية

### مشروع دزرتك للطاقة الشمسية
مشروع تكنولوجيا الصحراء أو ديزرتك، هو مشروع واسع النطاق للطاقة الشمسية في شمال أفريقيا مقترح من مؤسسة ديزرتيك. وسوف يقوم بتشغيله نادي روما ومؤسسة الطاقة المتجددة عبر البحر المتوسط. تم إطلاق المشروع رسميا عن طريق 12 شركة أوروبية في 13 يوليو 2009 في ميونخ. وتقدر ميزانية بحوالي 400 مليون يورو.
ويعتبر المغرب من ضمن الدول المؤّهلة لاستقطاب مشروع ديزيرتيك، الذي يحظى بتأييد العديد من الجهات في المغرب، خاصّة وأنّها ترى فيه فرصة لتنويع مصادر الطاقة في البلاد. وفي هذا الإطار، يقول عبد اللّه العلوي، رئيس الرابطة المغربية للطاقة، أنّه من المنتظر أن تكون أولى حقول الطّاقة الشمسية جاهزة في المغرب بحلول عام 2015. كما يؤكّد أنّ هذا المشروع لن يغطّي احتياجات المغرب من الطّاقة فحسب، وإنّما سيكون بالإمكان تصدير الطّاقة إلى الخارج، مشدّدا على أن ذلك سيشكّل مساهمة المغرب في التعاون التنموي مع أوروبا.